# Linda Haggren
Linda Haggren, född 8 september 1966, är en svensk jurist. Hon är justitieråd i Högsta förvaltningsdomstolen sedan 1 september 2021.

## Biografi
Linda Haggren avlade juristexamen vid Stockholms universitet 1992. Hon tjänstgjorde som notarie vid Länsrätten i Stockholms län 1993–1995. Hon blev assessor i Kammarrätten i Stockholm 2000. Hon var regeringsrättssekreterare vid Regeringsrätten 2002–2005 och arbetade därefter i Finansdepartementet där hon blev rättssakkunnig 2005, kansliråd 2008 och departementsråd 2013 samt slutligen var finansråd och avdelningschef för skatte- och tullavdelningen 2014–2021.
Haggren utnämndes 2021 till justitieråd i Högsta förvaltningsdomstolen. Hon tillträdde som justitieråd den 1 september 2021.
Haggren har medverkat i flera statliga utredningar: som expert i Lotteriutredningen 2005–2006, i Tonnageskatteutredningen 2005–2006, i Föreningslagsutredningen 2008–2010, sakkunnig i Företagsskattekommittén 2011–2014 och expert i Expertgruppen för Studier i Offentlig ekonomi 2014–2021. Hon har även haft uppdrag inom OECD:s Committee on Fiscal Affairs.